# Coppa Italia Lega Nazionale Pallacanestro 2011-2012
La Coppa Italia Lega Nazionale Pallacanestro 2011-2012 è stata organizzata per squadre di Divisione Nazionale A, Divisione Nazionale B e Divisione Nazionale C.
La sede delle finali è stata Legnano; gli impianto di gioco sono stati il PalaBorsani e lo Knights Palace. La manifestazione è stata disputata il 17 e 18 marzo 2012.

## Formula
- Divisione Nazionale A: partecipano alle Final Four le quattro squadre con il maggior punteggio in classifica al termine del girone d'andata della stagione regolare, indipendentemente dalla Divisione di appartenenza.
- Divisione Nazionale B: si qualificano alla fase finale quattro squadre: le prime classificate nei tre gironi del campionato al termine del girone d'andata, e la migliore seconda.
- Divisione Nazionale C: si qualificano alla fase finale otto squadre, le sette migliori tra le prime classificate dei nove gironi al termine del girone d'andata, più la vincente dello spareggio tra le due prime classificate non ammesse direttamente.

## Risultati

### Divisione Nazionale A
|  | Semifinali        | Semifinali        | Semifinali     |                |               | Finale        | Finale | Finale |  |
|  |                   |                   |                |                |               |               |        |        |  |
|  | BPMed Napoli      | BPMed Napoli      | 53             |                |               |               |        |        |  |
|  | BPMed Napoli      | BPMed Napoli      | 53             |                |               |               |        |        |  |
|  | Savcam Torino     | Savcam Torino     | 77             |                |               |               |        |        |  |
|  | Savcam Torino     | Savcam Torino     | 77             |                | Savcam Torino | Savcam Torino | 52     |        |  |
|  |                   |                   |                |                | Savcam Torino | Savcam Torino | 52     |        |  |
|  |                   |                   | Paffoni Omegna | Paffoni Omegna | 57            |               |        |        |  |
|  | Paffoni Omegna    | Paffoni Omegna    | Paffoni Omegna | Paffoni Omegna | 57            | 67            |        |        |  |
|  | Paffoni Omegna    | Paffoni Omegna    |                |                |               |               |        |        |  |
|  | Bitumcalor Trento | Bitumcalor Trento | 56             |                |               |               |        |        |  |

### Divisione Nazionale B
|  | Semifinali              | Semifinali              | Semifinali              |                         |               | Finale        | Finale | Finale |  |
|  |                         |                         |                         |                         |               |               |        |        |  |
|  | Mobyt Ferrara           | Mobyt Ferrara           | 77                      |                         |               |               |        |        |  |
|  | Mobyt Ferrara           | Mobyt Ferrara           | 77                      |                         |               |               |        |        |  |
|  | ArcAnthea Lucca         | ArcAnthea Lucca         | 68                      |                         |               |               |        |        |  |
|  | ArcAnthea Lucca         | ArcAnthea Lucca         | 68                      |                         | Mobyt Ferrara | Mobyt Ferrara | 58     |        |  |
|  |                         |                         |                         |                         | Mobyt Ferrara | Mobyt Ferrara | 58     |        |  |
|  |                         |                         | Moncada Solar Agrigento | Moncada Solar Agrigento | 73            |               |        |        |  |
|  | Legnano Basket          | Legnano Basket          | Moncada Solar Agrigento | Moncada Solar Agrigento | 73            | 60            |        |        |  |
|  | Legnano Basket          | Legnano Basket          |                         |                         |               |               |        |        |  |
|  | Moncada Solar Agrigento | Moncada Solar Agrigento | 74                      |                         |               |               |        |        |  |

### Divisione Nazionale C
|  | Quarti di finale | Quarti di finale             | Quarti di finale   |                        |                        | Semifinali | Semifinali | Semifinali |  |  | Finale | Finale             | Finale |
|  |                  |                              |                    |                        |                        |            |            |            |  |  |        |                    |        |
|  |                  | ORSI Tortona                 | 78                 |                        |                        |            |            |            |  |  |        |                    |        |
|  |                  | Gammauto Chevrolet Molfetta  | 54                 |                        |                        |            |            |            |  |  |        |                    |        |
|  |                  | Gammauto Chevrolet Molfetta  | 54                 |                        | ORSI Tortona           | 50         |            |            |  |  |        |                    |        |
|  |                  |                              |                    |                        | ORSI Tortona           | 50         |            |            |  |  |        |                    |        |
|  |                  |                              | Lighthouse Trapani | 58                     |                        |            |            |            |  |  |        |                    |        |
|  |                  | Lighthouse Trapani           | Lighthouse Trapani | 58                     | 63                     |            |            |            |  |  |        |                    |        |
|  |                  | Lighthouse Trapani           |                    |                        | 63                     |            |            |            |  |  |        |                    |        |
|  |                  | Consum.it Costone Siena      | 55                 |                        |                        |            |            |            |  |  |        |                    |        |
|  |                  |                              |                    |                        |                        |            |            |            |  |  |        | Lighthouse Trapani | 67     |
|  |                  |                              |                    | Tramec Riduttori Cento | 59                     |            |            |            |  |  |        |                    |        |
|  |                  | Tramec Riduttori Cento       | 61                 |                        |                        |            |            |            |  |  |        |                    |        |
|  |                  | Qubik Caffe' Jadran Trieste  | 52                 |                        |                        |            |            |            |  |  |        |                    |        |
|  |                  | Qubik Caffe' Jadran Trieste  | 52                 |                        | Tramec Riduttori Cento | 78         |            |            |  |  |        |                    |        |
|  |                  |                              |                    |                        | Tramec Riduttori Cento | 78         |            |            |  |  |        |                    |        |
|  |                  |                              | Monticelli Brusati | 64                     |                        |            |            |            |  |  |        |                    |        |
|  |                  | Monticelli Brusati           | Monticelli Brusati | 64                     | 64                     |            |            |            |  |  |        |                    |        |
|  |                  | Monticelli Brusati           |                    |                        | 64                     |            |            |            |  |  |        |                    |        |
|  |                  | Pisaurum 2000 Bk Club Pesaro | 58                 |                        |                        |            |            |            |  |  |        |                    |        |

## Verdetti
- Vincitrice della Coppa Italia di Divisione Nazionale A: Paffoni Omegna
- Vincitrice della Coppa Italia di Divisione Nazionale B: Moncada Solar Agrigento
- Vincitrice della Coppa Italia di Divisione Nazionale C: Lighthouse Trapani